# Kolding

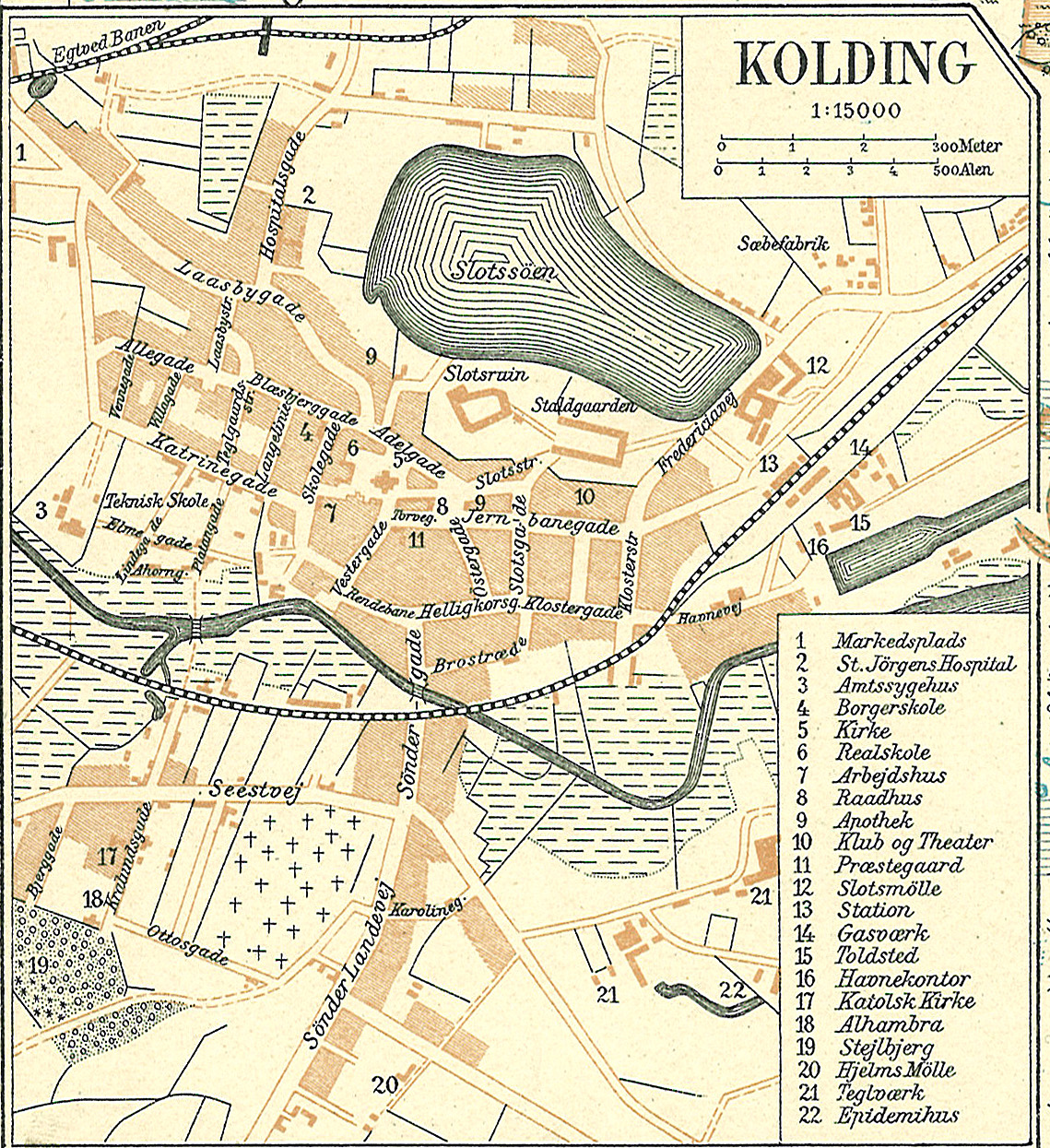
Plan Kolding ok. 1900 r.

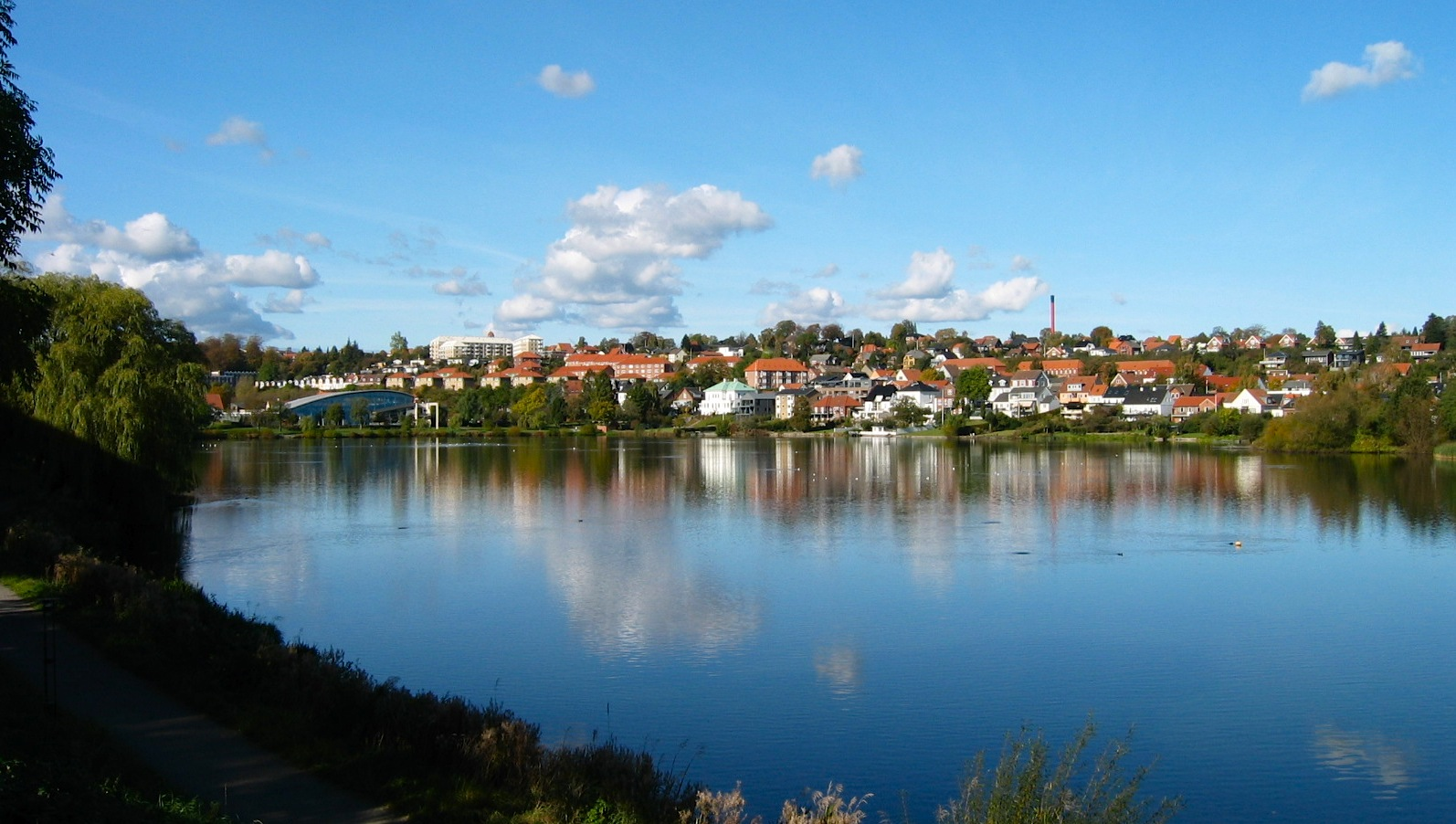
Centrum miasta z jeziorem Slotsø

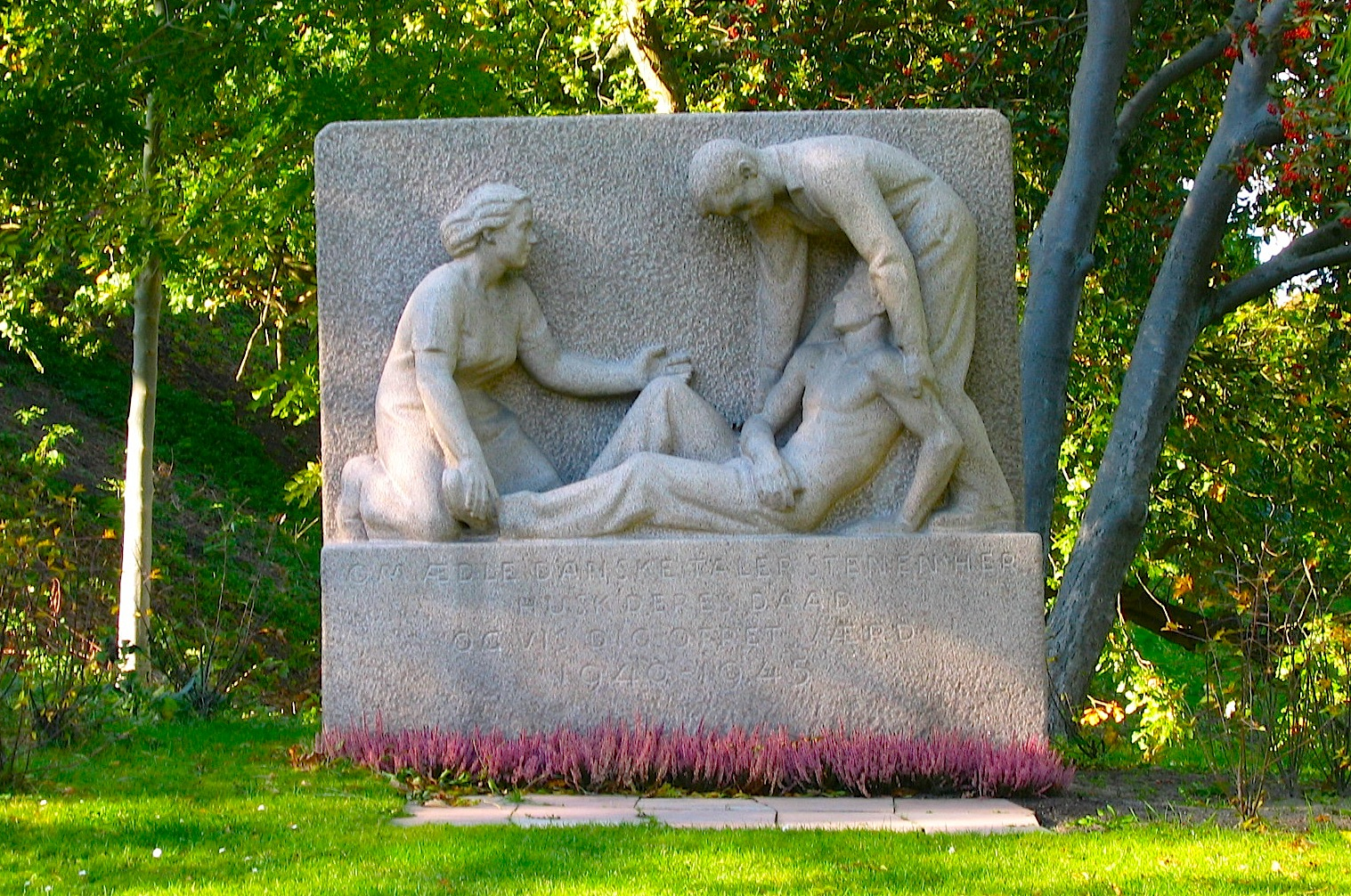
Kolding, pomnik duńskich ofiar II wojny światowej, 1940–1945

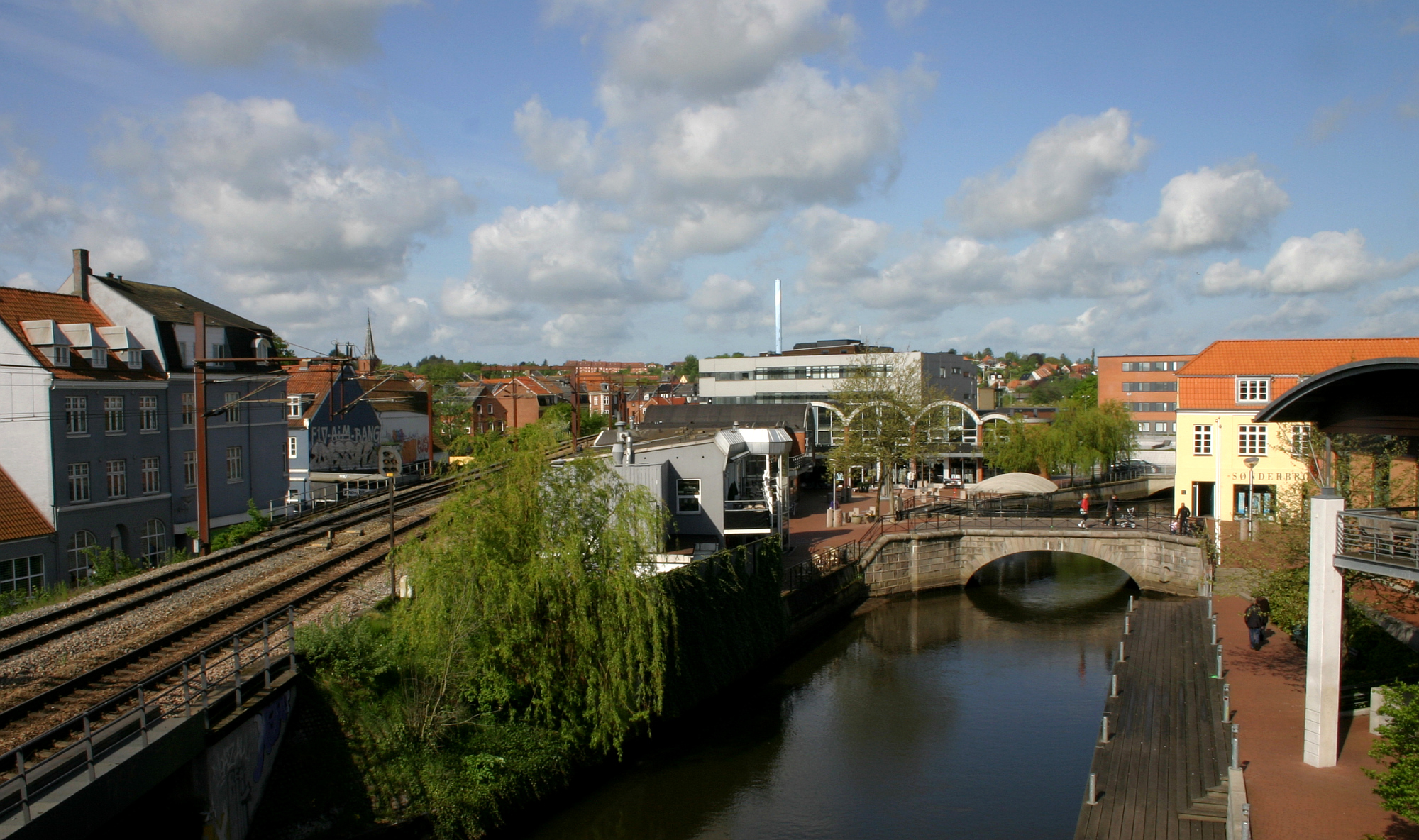
Centrum miasta

Kolding – miasto w Danii, w regionie Dania Południowa, siedziba administracyjna gminy Kolding. Ośrodek przemysłowy i handlowy z rozwiniętym przemysłem maszynowym, włókienniczym, środków transportu, cementowym, elektronicznym. Jest to także port handlowy oraz węzeł kolejowy i drogowy. W 2008 roku miasto liczyło 55,6 tys. mieszkańców.

## Geografia
Miasto położone jest w południowej Jutlandii, nad trzema akwenami: rzeczką Koldingå, fiordem Kolding Fjord i jeziorem Slotssøen . Kolding leży ok. 75 km na zachód od Odense, na skrzyżowaniu linii kolejowych (stacja Kolding) biegnących z zachodu na wschód Danii oraz z południa na północ kraju.

## Historia
Najstarszy zachowany dokument odnoszący się do historii miasta pochodzi z 1321. Jest to potwierdzenie przez króla Krzysztofa II wcześniejszych przywilejów nadanych miastu przez jego poprzedników. Miasto rozwinęło się wokół kościoła powstałego w połowie XIII w. Położenie na skrzyżowaniu głównych dróg handlowych i nad fiordem sprzyjało rozwojowi handlu w okresie średniowiecza. Budowa zamku przez przyszłego króla Danii Abla w 1248 wpłynęła na podniesienie rangi miasta, które odtąd stało się rezydencją królewską na Jutlandii i ważnym ośrodkiem politycznym. Miasto otrzymało wiele przywilejów królewskich. Szczególnie pomyślnym okresem w rozwoju gospodarczym Kolding były lata 1536–1627. Miasto było wtedy jednym z ważniejszych ośrodków handlu bydłem. Załamanie gospodarcze spowodowane zostało uczestnictwem Danii w wojnie trzydziestoletniej. Kolding był okupowany przez wojska cesarskie w 1627 doznając wielu szkód, a następnie epidemii w latach 1640 i 1654. Podczas ponownej okupacji miasta w 1644 zniszczeniu uległo wiele budynków. W czasie II wojny północnej 25 grudnia 1658 połączone siły polsko-duńskie dowodzone przez Stefana Czarnieckiego po dwudniowym oblężeniu zdobyły miasto. Kolding został jednak najpierw splądrowany przez Szwedów, a następnie przez sojuszników Danii. Podczas oblężenia uszkodzony został zamek królewski. Na dodatek w 1659 r. wybuchła zaraza przyczyniając się do wyludnienia miasta. Pomimo pomocy finansowej udzielonej miastu przez kolejnych królów duńskich, Kolding nie odzyskał już dawnej świetności. W 1672 r. miasto liczyło 1094 mieszkańców. W 1711 r. podczas trwającej w Kopenhadze zarazy na zamku w Kolding schroniła się duńska rodzina królewska. W XVIII w. Kolding pogrążył się w zapaści ekonomicznej. W 1769 r. miasto liczyło jedynie 1396 mieszkańców.
Pewne ożywienie polityczne i gospodarcze wywołało pojawienie się w mieście w 1807 r. duńskiej rodziny królewskiej poszukującej tutaj schronienia po zbombardowaniu Kopenhagi przez Anglików. Na krótko Kolding stał się centrum administracyjnym kraju. W mieście pojawiły się w 1808 r. sojusznicze wojska hiszpańskie, które stacjonowały na zamku. W 1843 r. miasto otrzymało port handlowy nad fiordem, co przyczyniło się do rozkwitu handlu. Podczas I wojny o Szlezwik Kolding był w 1848 r. okupowany przez wojska pruskie. 23 kwietnia 1849 miała tu miejsce bitwa z Prusakami, podczas której miasto doznało poważnych zniszczeń. Ponownie miasto wpadło w pruskie ręce podczas II wojny o Szlezwik w 1864 r. Okres po 1864 r. charakteryzował się uprzemysłowieniem i znacznym rozwojem gospodarczym miasta, co wiązało się m.in. z otwarciem linii kolejowej w 1866 r. Powstały zakłady spożywcze, kosmetyczne i odzieżowe, a liczba ludności potroiła się osiągając 12 516 osób w 1901 r. Podczas okupacji niemieckiej w II wojnie światowej działał tutaj ruch oporu. W 1944 r. Niemcy aresztowali i zesłali do obozów koncentracyjnych 27 osób wydających w Kolding nielegalną gazetę Budstikken. Dokonywano także aktów sabotażu skierowanych przeciw wojskom okupacyjnym, które wznosiły tutaj fortyfikacje.

## Zabytki oraz interesujące miejsca
- Zamek Królewski Koldinghus(inne języki) – dawna siedziba królów Danii. Zamek został wzniesiony w średniowieczu. Rozbudowany w XV w. przez Krzysztofa bawarskiego. Zamek pełnił funkcje obronne, jednocześnie będąc jutlandzką siedzibą duńskich królów i królowych. Zamek spłonął w 1808 r. i do odbudowy w XX w. był ruiną. Obecnie muzeum.
- Kościół św. Mikołaja (Skt. Nikolaj kirke)(inne języki) z XIII w., gotycki z renesansowym wyposażeniem wnętrza (ołtarz, ambona) i epitafiami z XVII i XVIII w.
- Muzeum Sztuki Trapholt(inne języki) (Kunstmuseet Trapholt).

## Herb Kolding
Herb Kolding znany jest z pieczęci z 1421, ale jest starszy. Pieczęć ukazuje podrywającego się do lotu orła na skale otoczonej falami. Obok orła widnieje kwitnąca lilia. Na pieczęci widać zniekształcony napis łaciński: S’CIWITATIS IN KAALDYNG (pieczęć miasta Kolding). Początkowo pieczęć była znakiem Gildii Św. Jerzego w Kolding, ale później stała się pieczęcią miejską. Nie jest znane pewne znaczenie symboli występujących w herbie Kolding. Herb miasta został oficjalnie potwierdzony w 1938 i 1988.

## Burmistrzowie Kolding od 1877
Lista wg archiwum miejskiego
- 1877–1909: Caspar Peter Charles Schiørring (1831–1913)
- 1909–1914: Viggo Baller (1859–1935)
- 1914–1916: Edvard Lau (1859–1924)
- 1916–1923: Oluf Bech (1865–1958)
- 1923–1925: Hans Soll (1874–1947)
- 1925–1930: Therkild Fischer-Nielsen (1873–1960)
- 1930–1937 i 1943–1946: Valdemar Juhl (1898–1982)
- 1937–1943: Knud Hansen (1866–1952)
- 1946–1950: Søren M. Jensen (1892–1972)
- 1950–1962: Peter Beirholm (1892–1964)
- 1962–1977: Peter Ravn (1912–1997)
- 1977–1985: Bent Rasmussen (ur. 1932)
- 1985–2009: Per Bødker Andersen (ur. 1946)
- od 1.01.2010: Jørn Pedersen (ur. 1968)

## Gospodarka
W mieście rozwinął się przemysł maszynowy, włókienniczy, środków transportu, cementowy oraz elektroniczny.

## Miasta partnerskie
- Anjō, Japonia
- Delmenhorst, Niemcy
- Drammen, Norwegia
- Huéscar, Hiszpania
- Lappeenranta, Finlandia
- Poniewież, Litwa
- Piza, Włochy
- Stykkishólmur, Islandia
- Szombathely, Węgry
- Örebro, Szwecja